# تبادل إطلاق النار (فلم)
تبادل إطلاق النار (بالإنجليزية: Crossfire) هو فيلم تم إنتاجه في الولايات المتحدة وصدر في سنة 1947.

## بطولة
- روبرت ميتشوم

## الميزانية والإيرادات
بلغت تكلفة إنتاج الفيلم حوالي 678,000 دولار.

### ترشيحات وجوائز
| السنة | الحدث  | الفئة     | النتيجة |
| ----- | ------ | --------- | ------- |
|       | أوسكار | أفضل فيلم | ترشـيـح |

## وصلات خارجية
- مقالات تستعمل روابط فنية بلا صلة مع ويكي بيانات